# Agatone d'Egitto
Agatone d'Egitto (IV secolo – V secolo) è stato un monaco cristiano egiziano, noto come uno dei Padri del deserto.
Seguendo l'esempio dell'eremita Antonio il Grande, Agatone scelse di fare la vita monastica nel deserto della Tebaide, e successivamente a Scete, che probabilmente abbandonò in seguito al saccheggio avvenuto attorno all'anno 407.